# Португало-турецкая война (1558—1566)
Третья Португало-турецкая война (1558—1566) — вооружённый конфликт между Португальской и Османской империями в Индийском океане.
Португалия победила во второй Португало-турецкой войне, тем не менее османы начали новую, вызванную португальской экспансией в Индийском океане, что грозило османской монополии в торговле пряностями через Ближний Восток.
По повелению Сулеймана Великолепного османский флот напал на португальские корабли и разграбил укрепления и поселения в Индийском океане, Азии и Восточной Африке. Португальскими силами, как и в предыдущей войне, командовал Эштеван да Гама.
В 1566 году Сулейман умер и война прекратилась.